# محمدحسن تولایی
محمدحسن تولایی (زاده ۱۳۲۹ نیشابور) سیاست‌مدار و مدیر اجرایی ایرانی است، که در حال حاضر به‌عنوان مدیرعامل شرکت سرمایه‌گذاری تأمین اجتماعی نیروهای مسلح فعالیت می‌کند. وی در ابتدای دولت یازدهم مدتی با عنوان معاون رئیس سازمان مدیریت و برنامه‌ریزی، وظیفه معاونت توسعه مدیریت، فناوری و پشتیبانی این سازمان را برعهده داشت، همچنین ریاست هیئت مدیره شرکت حفاری شمال را برعهده داشت. وی یکی از سه عضو هیئت عالی نظارت بر تخلفات اداری دولت، بشمار می‌آید.
تولایی دانش‌آموخته کارشناسی مهندسی عمران، کارشناسی ارشد مدیریت اجرایی و دکتری مدیریت از دانشگاه علم و صنعت ایران است. وی در سال ۱۳۶۰ برای مدت ۶ ماه، سرپرستی استانداری خوزستان را برعهده داشت. در فاصله سال‌های ۱۳۶۰ تا ۱۳۶۴ به‌عنوان مدیرعامل مناطق نفت‌خیز (بزرگترین تولیدکننده نفت ایران) فعالیت می‌کرد. سپس به مدیرعاملی شرکت ملی گاز ایران و معاونت وزارت نفت منصوب شد و یک سال بعد به عنوان قائم‌مقام وزیر دفاع و پشتیبانی نیروهای مسلح انتخاب گردید. وی از سال ۱۳۶۸ تا ۱۳۷۱ برای مدت کمتر از ۳ سال استاندار خوزستان بود. تولایی از بنیانگذاران و عضو شورای مرکزی حزب اعتدال و توسعه می‌باشد.